# Deutsche Skilanglauf-Meisterschaften 2011
Die Deutschen Skilanglauf-Meisterschaften 2011 fanden vom 27. bis 29. Dezember 2010 in der EWF Biathlon Arena in Willingen und vom 13. Januar bis 16. Januar 2011 in Hirschau statt. Staffel, Verfolgung und Einzelrennen wurden in Hirschau ausgetragen, Sprint und Teamsprint in Willingen. Die Wettbewerbe Staffel, Verfolgung und Einzelrennen wurden vom Deutschen Skiverband veranstaltet und vom SC Monte Kaolino Hirschau ausgerichtet.

## Ergebnisse Herren

### Sprint
| Platz | Name               | Verein             |
| ----- | ------------------ | ------------------ |
| 1     | Josef Wenzl        | SC Zwiesel         |
| 2     | Oliver Wünsch      | SV Großwaltersdorf |
| 3     | Daniel Heun        | SKG Gersfeld       |
| 4     | Michael Schnetzer  | SC Rettenberg      |
| 5     | Andy Gerstenberger | SV Neudorf         |
| 6     | Johannes Pfab      | SCMK Hirschau      |
| 7     | Felix Wetterling   | SC Willingen       |
| 8     | Juri Propp         | Tus Erndtebrück    |

Datum: 28. Dezember in Willingen 

### 10 km Freistil
| Platz | Name               | Verein                        | Zeit         |
| ----- | ------------------ | ----------------------------- | ------------ |
| 1     | Andy Kühne         | WSC Erzgebirge Oberwiesenthal | 23:31,88 min |
| 2     | Valentin Mättig    | Bertsdorfer SV                | 24:04,19 min |
| 3     | Vicenç Vilarrubla  | Spanien                       | 24:13,94 min |
| 4     | Andy Gerstenberger | SV Neudorf                    | 24:16,45 min |
| 5     | Philipp Marschall  | Rhöner WSV                    | 24:33,46 min |
| 6     | Javier Gutiérrez   | Spanien                       | 25:00,16 min |
| 7     | Florian Rohde      | SC/TV Gefrees                 | 25:02,79 min |
| 8     | Kristian Wulff     | Dänemark                      | 25:28,58 min |
| 9     | Imanol Rojo        | Spanien                       | 25:46,59 min |
| 10    | Rico Schaller      | VSC Klingenthal               | 25:48,68 min |

Datum: 13. Januar

### 15 km klassisch
| Platz | Name               | Verein                        | Zeit        |
| ----- | ------------------ | ----------------------------- | ----------- |
| 1     | Tobias Angerer     | SC Vachendorf                 | 39:59,6 min |
| 2     | Andy Kühne         | WSC Erzgebirge Oberwiesenthal | 40:39,9 min |
| 3     | Philipp Marschall  | Rhöner WSV                    | 41:41,1 min |
| 4     | Andy Gerstenberger | SV Neudorf                    | 42:36,2 min |
| 5     | Vicenç Vilarrubla  | Spanien                       | 42:37,8 min |
| 6     | Javier Gutiérrez   | Spanien                       | 42:56,7 min |
| 7     | Imanol Rojo        | Spanien                       | 45:09,8 min |
| 8     | Ewan Watson        | Australien                    | 47:30,9 min |
| 9     | Felix Wetterling   | SC Willingen                  | 48:27,7 min |
| 10    | Markus Fritzsche   | SK Dresden-Niedersedlitz      | 50:11,3 min |

Datum: 15. Januar

### 3 × 5 km Staffel
| Platz | Staffel/Name                                      | Verein                                       | Zeit        |
| ----- | ------------------------------------------------- | -------------------------------------------- | ----------- |
| 1     | BSV I Jonas Dobler Markus Weeger Tobias Angerer   | SC Traunstein SCMK Hirschau SC Vachendorf    | 34:10,5 min |
| 2     | SVS Andy Gerstenberger Patrick Unger Tom Reichelt | SV Neudorf WSC Erzgebirge Oberwiesenthal     | 34:11,5 min |
| 3     | TSV Thomas Wick Philipp Marschall Max Wohlleben   | SCM Zella-Mehlis Rhöner WSV SCM Zella-Mehlis | 34:23,9 min |
| 4     | BSV II Alexander Wolz Lukas Pecher Oliver Alraun  | TSV Buchenberg SCMK Hirschau SC Aising-Pang  | 35:29,6 min |
| 5     | SBW Michael Fehrenbach Florian Notz Jonas Löffler | SC St. Märgen SZ Römerstein SC St. Märgen    | 35:41,6 min |

Datum: 16. Januar

### Teamsprint
| Platz | Name                             | Verein                        | Zeit        |
| ----- | -------------------------------- | ----------------------------- | ----------- |
| 1     | Michael Schnetzer Josef Wenzl    | SC Rettenberg SC Zwiesel      | 24:36,9 min |
| 2     | Andy Gerstenberger Oliver Wünsch | SV Neudorf SV Großwaltersdorf | 24:41,5 min |
| 3     | Alexander Heun Daniel Heun       | SKG Gersfeld                  | 25:00,1 min |
| 4     | Felix Wetterling Juri Propp      | SC Willingen Tus Erndtebrück  | 26:03,3 min |
| 5     | Jonas Bergner Sebastian Müller   | Rhöner WSV SCM Zella-Mehlis   | 27:36,0 min |

Datum: 29. Dezember in Willingen

## Ergebnisse Frauen

### Sprint
| Platz | Name              | Verein                    |
| ----- | ----------------- | ------------------------- |
| 1     | Lucia Anger       | SC Oberstdorf             |
| 2     | Hanna Kolb        | TSV Buchenberg            |
| 3     | Jessica Müller    | SV Baiersbronn            |
| 4     | Elisabeth Schicho | SC Schliersee             |
| 5     | Sandra Ringwald   | ST Schonach-Rohrhardsberg |
| 6     | Theresa Eichhorn  | SV Biberau                |
| 7     | Sarah Wagner      | SCM Zella-Mehlis          |
| 8     | Alina Golzow      | LBC Banfetal              |

Datum: 28. Dezember in Willingen 

### 5 km Freistil
| Platz | Name              | Verein                        | Zeit         |
| ----- | ----------------- | ----------------------------- | ------------ |
| 1     | Monique Siegel    | WSC Erzgebirge Oberwiesenthal | 13:13,59 min |
| 2     | Sandra Ringwald   | ST Schonach-Rohrhardsberg     | 13:24,65 min |
| 3     | Alina Golzow      | LBC Banfetal                  | 14:12,60 min |
| 4     | Vedrana Malec     | Kroatien                      | 14:14,52 min |
| 5     | Lescinska Grimmer | Australien                    | 15:07,26 min |
| 6     | Georgia Merritt   | Australien                    | 15:22,49 min |
| 7     | Belinda Phillips  | Australien                    | 15:45,32 min |
| 8     | Darcy Baxter      | Australien                    | 16:48,42 min |

Datum: 13. Januar

### 10 km klassisch
| Platz | Name              | Verein                        | Zeit        |
| ----- | ----------------- | ----------------------------- | ----------- |
| 1     | Laura Orgué       | Spanien                       | 30:32,9 min |
| 2     | Sandra Ringwald   | ST Schonach-Rohrhardsberg     | 30:35,1 min |
| 3     | Monique Siegel    | WSC Erzgebirge Oberwiesenthal | 30:44,7 min |
| 4     | Jessica Müller    | SV Baiersbronn                | 32:32,9 min |
| 5     | Alina Golzow      | LBC Banfetal                  | 33:09,2 min |
| 6     | Belinda Phillips  | Australien                    | 36:53,1 min |
| 7     | Georgia Merritt   | Australien                    | 37:37,1 min |
| 8     | Lescinska Grimmer | Australien                    | 37:39,9 min |

Datum: 15. Januar

### Teamsprint
| Platz | Name                          | Verein                      | Zeit        |
| ----- | ----------------------------- | --------------------------- | ----------- |
| 1     | Theresa Eichhorn Sarah Wagner | SV Biberau SCM Zella-Mehlis | 23:50,1 min |

Datum: 29. Dezember in Willingen

### 3 × 5 km Staffel
| Platz | Staffel/Name                                              | Verein                                                  | Zeit        |
| ----- | --------------------------------------------------------- | ------------------------------------------------------- | ----------- |
| 1     | SVS Madlen Teucher Theresa Lützendorf Monica Schädlich    | ATSV Geb. Gelobtland ASC Oberwiesenthal VSC Klingenthal | 43:42,5 min |
| 2     | AUS II Belinda Phillips Lescinska Grimmer Georgia Merritt | Australien Australien                                   | 47:07,2 min |
| 3     | AUS I Ashleigh Spittle Darcy Baxter Aislinn Kildea        | Australien Australien                                   | 48:50,0 min |

Datum: 16. Januar